# 卡爾二世 (霍亨索倫-錫格馬林根)
卡爾二世（德語：Karl II. von Hohenzollern-Sigmaringen，1547年1月22日—1606年4月8日），第一任霍亨索倫-錫格馬林根伯爵，霍亨索倫伯爵卡爾一世的第三子，1576年至1606年在位。

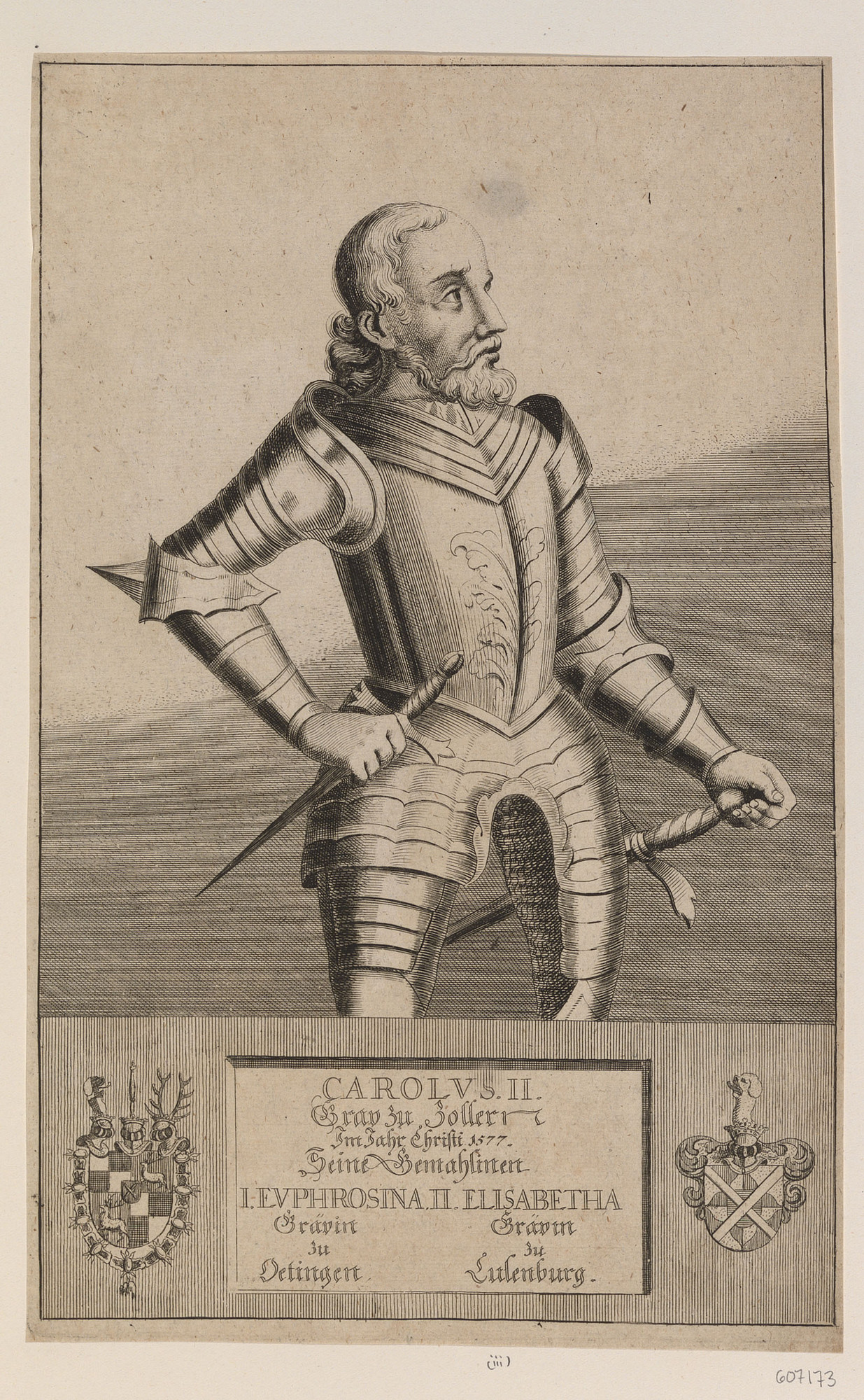

## 家庭
1569年，卡爾二世與厄廷根-瓦勒施泰因的歐芙洛緒涅結婚，兩人共有3子4女：
1. 安娜·瑪麗（1573年—1598年）
2. 瑪麗亞·雅各碧（1577年—1650年）
3. 約翰（1578年—1638年）
4. 艾特爾·腓特烈（英语：Eitel Frederick von Hohenzollern-Sigmaringen）（1582年—1625年）
5. 瑪克希米莉安（1583年—1649年）
6. 恩斯特·格奧爾格（1585年—1625年）
7. 瑪麗亞·艾蕾諾爾（1586年—1668年）

1591年，卡爾二世與屈倫博赫-帕蘭特的伊莉莎白結婚，兩人共有兩個女兒：
1. 瑪麗亞·伊莉莎白（1592年—1659年）
2. 瑪麗亞·克莉奧法（1599年—1685年）